# Скорпиън (SSN-589)
Скорпиън (SSN-589) е подводница на Военноморските сили на Съединените американски щати.
Влиза на въоръжение през 1960 и потъва през 1968 г. по неизяснени причини. Тя е втората задвижвана с ядрена мощност подводница на американския флот в Северния Атлантик. Най-вероятната причина за потъването е торпедо, детонирало се в подводницата. Умират 99 души екипаж. Скорпиън (SSN-589) е открита едва след 5 месеца на 3300 метра дълбочина.

## Метод на работа
Подводницата е с дължина 76,8 метра и е сравнително малка за атомна подводница. Със своята форма наподобяваща капка, използвана за пръв път при USS Албакор, подводницата може да достигне скорост от 30 възела. Въоръжена е с шест торпедни апарата, които са запасени с торпеда 37-Torpedo и 45-ASTOR с атомни глави.
Скорпиън принадлежи към подводниците с атомно снаряжение. Сред задачите на Скорпиън са наблюдаване на неприятелски подводници и патрулиране по стратегически важни маршрути, например между Гренландия, Исландия и Великобритания.
Подводницата провежда много обучения и в началото изпълнява ролята „жертва“ на съюзна сила, като симулира тактиката на приятелска подводница. Също така Скорпион може да изпълнява тайни операции. Тя помага за събирането на данни от неприятелски кораби. Друга възможност за така наречените специални операции е разузнаването, за което пътува на огромни разстояния и дълбочини и обикновено действа на вражеска територия.

## История

### Име и знак
USS Скорпиън (SSN-589) е шестата по ред подводница на Военноморските сили на САЩ, наречена на Скорпион. Предшественикът ѝ, подводница от Втората Световна война, изчезва при необясними обстоятелства.
Знакът на Скорпион показва подводница с формата на сълза. Отдолу я символизира едно ядро. Долу вляво е разположен катапулт, наречен Скорпиън, а вдясно е съзвездието Скорпион.

### Строеж
Килът на Скорпиън е поставен на 20 август 1958 от електрически кораб в пристанището на General Dynamics в Гротън, Кънектикът. Официалният пуск е на 19 декември 1959, като е кръстен от Елизабет С. Морисън. Скорпиън встъпва в служба на 29 юли 1960, първият комендант е Норман Б. Басак.

### Първо пътуване
Първото пристанище на Скорпиън е Ню Лъндън, Кънектикът. Там е включена към Submarine Squadron 6, дивизия 62. Първото ѝ пътуване започва на 24 август 1960 и продължава 2 месеца. Прекосява Атлантика и е включена към силите на НАТО в европейски води заедно с шеста флота на Военноморските сили. В месеците до май 1961 г. Скорпиън провежда обучения на източния бряг на САЩ, след което се отправя към Европа и продължава обученията до 9 август. През септември подводницата пътува за Норфолк във Вирджиния и през 1962 г. печели престижна награда отличие, присъждано за особени заслуги към войната или за перфектно изпълнени операции в мирни времена.

### Мисии извън Норфолк
В Норфолк Скорпиън е използвана преди всичко като учебна лодка за подводна тактика. Така често заблуждава неприятелски подводници сред водите на Бермудските острови и Пуерто Рико. Между юни 1963 г. и май 1964 г. е извършен първият и ремонт в пристанището в Чарлстън, Южна Каролина. От август 1964 г. патрулира определен маршрут в Атлантическия океан, от пролетта на 1965 г. и в европейски води. По време на пътуванията са подслушвани съветски подводници.
От края на 1965 г. Скорпиън изпълнява тайни операции. За тези операции комендантът печели медал на Военноморските сили. Другите офицери и моряци получават по-ниски отличия. Същността на наградите и до днес се държи в тайна.

### На поправка
На 1 февруари 1967 г. USS Скорпиън е закарана в пристанището на Норфолк и ремонтирана за втори път. Подменени са само някои, неизбежно нуждаещи се от ремонт части. Тази съкратена поправка е ръководена от адмирал Дейвид Л. Макдоналд, одобрена на 17 юни 1966 г. Впоследствие според „Програмата за сигурност на подводници (SubSafe)“ е нужен цялостен ремонт на съда. Тази програма е приета след потъването на USS Трешър (SSN-593).

## Отново далеч от Норфолк
В края на октомври 1967 г. Скорпиън продължава с тренировките и тестовете на оръжейната система, вече под командването на Франсис Слетъри. До своя крах на 15 февруари 1968, Скорпиън провежда пътуване в Средиземно море. В Средиземно море Скорпиън играе ролята на подводница от силите на НАТО. Едно забележително събитие се случва тук в средата на април. Когато Скорпиън потопила се заедно с USS Кътлас (SS-478), изплува на повърхността се озовава лице в лице със съветски ескадрен миноносец, който малко преди да се сблъскат, завива. След този инцидент, на 15 април Скорпиън акостира в пристанището на Неапол. По време на тежка буря се сблъсква с малък кораб, който потъва. Водолази, които на 20 април преглеждат кърмата на подводницата, не установяват съществени повреди.
След посещението в пристанището, Скорпиън проучва Военноморския флот на СССР, който пуска в Атлантика подозрителни балони. Мястото на операциите не е познато, но свободни документи на US-флота сочат за събиране на група съветски кораби на 500 км. от северозападния бряг на Африка. Въздушният надзор над групата е прекъснат между 19 и 21 май. Това говори, че в този период от време, Скорпиън е подслушвал групата.
Веднага след това подводницата отпътува обратно към Норфолк, където е очаквана на 27 май, но никога не пристига. Последното съобщение е вечерта на 21 май. В него комендантът съобщава, че се намират на 50 км южно от Азорските острови на път за вкъщи. Скорпиън потъва на 22 май на около 650 км югозападно от Азорските острови с 99 души персонал. Сблъсква се с дъното на дълбочина от 3300 метра (10 000 фута). На 5 юни подводницата е обявена за изчезнала, а на 30 юни е заличена от корабния регистър на Военноморсикя флот.

## След потъването

### В търсене на останките
През последната седмица от предвиденото пристигане, Скорпиън не прави радио връзка с Норфолк и на 27 май не пристига в пристанището. Тогава започва и търсене с кораб. Във всеки случай в началото съществува малка надежда да намерят 99-имата души живи. Средната дълбочина на Атлантика е 3000 метра, а тази на разрушаване на подводницата е 600 метра.
В това време изтъкнатият изследовател от Военноморските сили, Джон Крейвън започва търсене. Той знае, че е възможна експлозия или имплозия на цистерните в потапящата система и осъществява връзка с океанографска лаборатория на Бермудските острови, финансирана от военните. На записи са открити осем подводни експлозии, които може да са причинени от земетресения или нещо подобно. От записите не се разбира точното местоположение на взрива, а само посоката, от която идва шумът. Кревън свързва времето на експлозията с маршрута на Скорпиън и стига до осем възможни места, които веднага са подложени на изследване. Но въпреки това не са намерени никакви останки от гориво или парчета на повърхността.
Отделно от Крейвън, Уилтън Харди, служител в претърсваща лаборатория на Военноморската академия, започва проучване на дълбините с помощта на Военновъздушни сили US-Air Force. Съществуват две станции на остров Нюфаундленд, на около 300 км отдалечени една от друга. Действително съдружниците на Харди откриват следи от подводна експлозия, която съвпада с една от осемте възможности на Кревън. Мястото което по-късно се оказва точката на потъване е само на 640 км югозападно от Азорските острови. Подводницата потъва 18 часа след последното си съобщение.
Мястото, около което се концентрира търсенето е наречено Точка Оскар. След първата експлозия Скорпиън трябвало да потъне на 3300 метра до дъното и да се оформи кръг в радиус от 30 км, в който вероятно да лежат останките. Военноморският флот изпраща кораба USNS Мизар за проучване на морските дълбини, някогашен полярен тендер за проучване на Точка Оскар. След като търсенето минава без успех, флотът заповядва на Мизар да търси западно от мястото. Стигат до мнението, че след катастрофата Скорпиън потъва на запад, но въпреки това търсенето е безрезултатно.
В това време Крейвън прави и други изчисления, които показват, че записаната експлозия, а по-пряко и подводницата се е преместила на изток. По тази причина Крейвън се заема да направи ново претърсване. Той залага на вероятни сценарии и прави безбройни експерименти с флота. До голяма част в игра влиза и факторът предчувствие. Участниците дават оценки относно ъглите, скоростта и посоката на спускащата се Скорпиън. Стига се до заключението, че подводницата трябва да се намира източно от Точка Оскар. След като търсенето на запад било безуспешно, най-сетне Мизар отплава на изток. На 29 октомври, пет месеца след изчезването на подводницата, океанските камери действително изпращат снимки на Скорпиън от 3300 метра дълбочина.

### Проучване на подводницата
Снимките от дистанционно управляван дълбоководен апарат, пуснат от кораба Мизар показват ясно, че след експлозията Скорпиън се е разцепила на две части. Те са напълно независими една от друга и всяка една образува голяма бразда след сблъсъка си с дъното. Към предната част се включва торпедното отделение и електрощитът. Задната се състои от останалите отделения като машинното и реакторната зала. Кулата е откъсната и лежи до двете части сред пръснати парчета и отломки.
През 1969 година батискафът Триест II е изпратен към подводницата и по време на седемте гмурвания прави едно голямо количество снимки, които по-късно са частично публикувани. Флотът се интересува особено от торпедния апарат. Снимки от вътрешността на торпедното отделение не разкриват достатъчно. На публикуваните снимки е показана цялостната предна част, в която се случва експлозията. По-нататък Триест тества водата и седиментите за радиоактивност.
Второто основно проучване започва през 1985. Дълбоководната лодка Алвин на Woods Hole Oceanographic Institution (WHOI) е поръчана от флота и пътува до останките на Скорпиън, за да донесе първите цветни снимки на подводницата. Всичко се случва при строга секретност. За заблуда е оповестена операция за намиране на Титаник. Едва след дописка във вестник, Военноморският флот съобщава, че мисията по намирането на Скорпиън е изпълнена. Публикуват и някои от снимките, но отново без тези с експлодиралите места в торпедния отсек. От други публикувани снимки става очевидно, че машинното отделение намиращо се в задната част на подводницата, се е промушило като телескоп през предните отделения.

## Възможни причини за потъването
Официалният резултат от инцидента е в доклада на един от офицерите. Публикуван е през януари 1969. Става ясно, че заради недостатъчно доказателства не може да се даде ясна и точна причина за нещастието. Едва през 1993 правителството на Клинтън предоставя свободно цялата информация. Става ясно, че според комисията по разследването най-вероятната причина е инцидент със собствено торпедо. И само заради аргументите за правилното използване на военната техника, твърденията за експлозия във вътрешността на подводницата са изключени. Също така са изключени изтичане на газ, пожар и други механични грешки. Още от самото начало Военноморския флот подкрепя възможността за атака срещу Скорпиън от неприятелска подводница. Но като най-възможна причина, в днешни дни, се посочва възпламеняване на торпедната батерия, която запалва бойната глава и я детонира.

### Механична повреда
Като относително неправдоподобна причина за потъването се посочва и грешка на борда на подводницата. Към другите възможности се добавят изтичане на газ, нахлуване на вода или пожар. Слуховете за механична повреда са подхранвани от тежкото състояние на Скорпиън по време на последното пътуване. Така например, работната дълбочина на потапяне от 240 метра е трябвало да бъде редуцирана, също така молбата за преместване на един от специалистите, заради опасностите, е трябвало да бъде изпълнена. Няколко месеца преди последната операция, по време на тестово пътуване, се стига до силни вибрации. Те довеждат подводницата почти до потъване. Изясняване на случилото се никога не е извършено.

### Hot runна едно торпедо
За възможна причина за инцидента от дълго време се посочва така нареченото hot run на торпедо. В случая, в торпедната тръба се активира едно от торпедата и витлата започват работа. За да деактивира отново торпедото, подводницата трябва да направи обръщане на 180 градуса. Така торпедото се изключва автоматично и се предотвратява „атаката“ над собствената подводница. Това обяснява защо Скорпиън е била обърната на изток преди експлозията.
„Флотът“ изключва основанията за експлозия на торпедо в тръбите. Алтернативно се приема, че след hot run торпедото е напуснало подводницата и е експлодирало в опасна близост, въпреки мерките за сигурност.
Тази възможност е сравнително правдоподобна, тъй като марка-37-Torpedo, от която на борда има 14 такива, е позната точно със своя hot run и с честите си дефекти. Освен това е проведен тест с торпедо от този модел и наистина се получава hot run. Това, комбинирано с факта, че по време на последното пътуване не всички уреди на борда на подводницата са били проверени и напълно изправни, показва, че hot run на торпедо се оказва най-правдоподобната причина за гибелта на Скорпиън.

### Атака от вражеска подводница
От Военноморския флот категорично изключват нападение над Скорпиън от съветска подводница. Но аргументи в подкрепа на тезата за „атентат“ и възможно отмъщение са участията на Скорпиън в тайни операции, които и до днес се пазят в тайна. Особено наблюдението над съветските действия, малко преди потъването, става основание за тези слухове.
Друга възможна причина за потъването някои виждат в инцидента, който се е случил два месеца преди произшествието със съветската подводна лодка К-129. След случката правителството на Съветския съюз съобщава, че К-129 е потопена от американски подводници – като Скорпиън може би е атакувана за отмъщение. Подобни спекулации са подхранвани от изказванията на руските офицери през 1990. Но накрая се стига до споразумение между съветските и американските офицери, според което двата инцидента нямат никаква връзка по между си и страните не са замесени.

### Експлозия на торпедната батерия
Впоследствие на бял свят излиза и нова информация, която не е дадена от комисията по разследване, а е публикувана от журналистите на Ню Йорк Таймс през 1998 в книгата Битка под водата (оригинално: Blind Man’s Bluff). Говори се за запалила се торпедна батерия за торпедо тип марка-37, която е детонирала бойната глава. Теорията се основава на един, държан в тайна, инцидент по време на тестове на батерията: При един от вибрационните тестове батерията избухва без никакво предупреждение. Става ясно, че мембраната, която възпира навлизането на електролит в енергийните клетки, напълно се е разкъсала при активиране на торпедото. Заради вибрациите нещо се е повредило, химикалите бързо са се смесили, температурата се повишила и избухнал пожар. Един от инженерите на лабораторията, където избухва експлозията, си спомня, че е чул в разговор, че Скорпиън има на борда торпедо с батерия от дефектен тип. Предупреждението за тези батерии идва няколко дни преди Скорпиън да тръгне на път към Норфолк.

## Последици за околната среда
Останките на Скорпиън са потенциално много опасни. На борда се е намирал реакторът заедно с две торпеда марка-45-ASTOR, снабдени с ядрени глави. Военноморският флот на САЩ проверява както водата, така и рибите в района, за възможно заразяване с плутоний. Резултатите от изследванията са широко оповестени и не съществуват признаци за облъчване или замърсяване. Това показва, че реакторът, по време на експлозията, явно не се е повредил.